# Mistrzostwa Świata Juniorów w Hokeju na Lodzie 2017
41. Mistrzostwa Świata Juniorów w Hokeju na Lodzie – turniej hokejowy, który odbył się pomiędzy 26 grudnia 2016 – 5 stycznia 2017 w Kanadyjskich miastach Montrealu i Toronto. Mecze rozgrywane były w dwóch halach: Bell Centre o pojemności 21 287 miejsc oraz Air Canada Centre o pojemności 19 746 miejsce. Były to trzynaste zawody o mistrzostwo świata rozegrane w Kanadzie.
Obrońcą tytułu mistrzowskiego była reprezentacja Finlandii, która w 2016 roku w Helsinkach pokonała reprezentację Rosji po dogrywce 4:3.

## Elita
| Lp. | Drużyna    |
| --- | ---------- |
|     | USA        |
|     | Kanada     |
|     | Rosja      |
| 4   | Szwecja    |
| 5   | Dania      |
| 6   | Czechy     |
| 7   | Szwajcaria |
| 8   | Słowacja   |
| 9   | Finlandia  |
| 10  | Łotwa      |

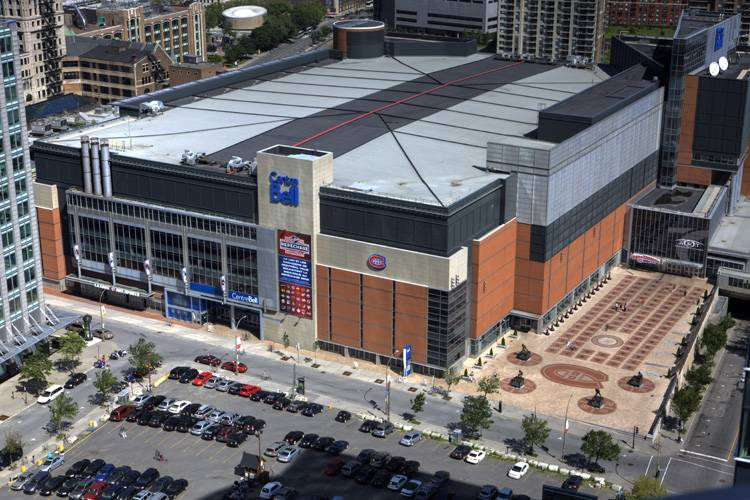
Bell Centre

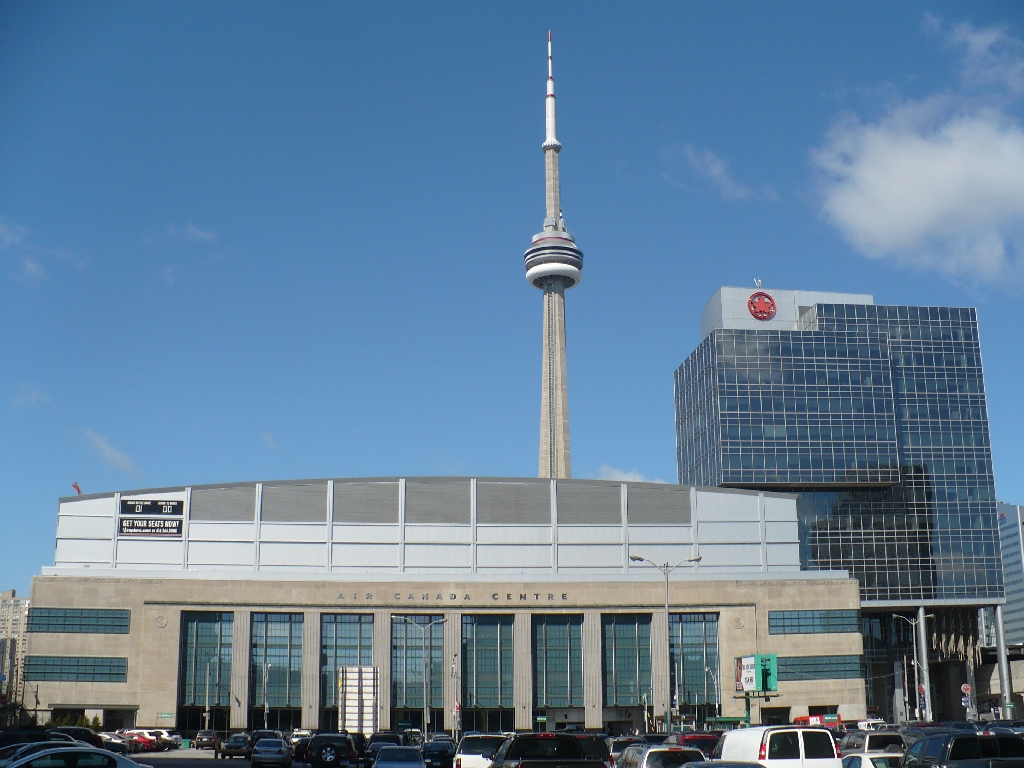
Air Canada Centre

W tej części mistrzostw uczestniczyło 10 najlepszych drużyn na świecie. System rozgrywania meczów jest inny niż w niższych dywizjach. Najpierw drużyny rozgrywały mecze w fazie grupowej (2 grupy po 5 zespołów), systemem każdy z każdym. Do fazy pucharowej, czyli ćwierćfinałów awansowało po 4 drużyny z obu grup. Najsłabsza drużyna z każdej z grup zagrała w fazie play-off do dwóch zwycięstw. Drużyna, która przegrała dwukrotnie spadła do niższej dywizji.

## Pierwsza dywizja
Grupa A
| Lp. | Drużyna    |
| --- | ---------- |
| 1   | Białoruś   |
| 2   | Niemcy     |
| 3   | Francja    |
| 4   | Kazachstan |
| 5   | Austria    |
| 6   | Norwegia   |

Grupa B
| Lp. | Drużyna         |
| --- | --------------- |
| 1   | Węgry           |
| 2   | Polska          |
| 3   | Słowenia        |
| 4   | Włochy          |
| 5   | Ukraina         |
| 6   | Wielka Brytania |

W mistrzostwach pierwszej dywizji uczestniczyło 12 zespołów, które zostały podzielone na dwie grupy po 6 zespołów. Rozegrały one mecze systemem każdy z każdym. Zwycięzca turnieju grupy A awansował do mistrzostw świata elity w 2018 roku, zaś najsłabsza drużyna grupy B spadła do drugiej dywizji.
Turnieje Grupy A i B odbyły się w dniach 11–17 grudnia 2016 roku w niemieckim Bremerhaven oraz w stolicy Węgier Budapeszcie.

## Druga dywizja
Grupa A
| Lp. | Drużyna   |
| --- | --------- |
| 1   | Litwa     |
| 2   | Japonia   |
| 3   | Rumunia   |
| 4   | Estonia   |
| 5   | Holandia  |
| 6   | Chorwacja |

Grupa B
| Lp. | Drużyna          |
| --- | ---------------- |
| 1   | Korea Południowa |
| 2   | Hiszpania        |
| 3   | Serbia           |
| 4   | Belgia           |
| 5   | Meksyk           |
| 6   | Australia        |

W mistrzostwach drugiej dywizji uczestniczyło 12 zespołów, które zostały podzielone na dwie grupy po 6 zespołów. Rozegrały one mecze systemem każdy z każdym. Zwycięzca turnieju grupy A awansował do mistrzostw świata pierwszej dywizji w 2018 roku, zaś najsłabsza drużyna grupy B spadła do trzeciej dywizji.
Turniej Grupy A odbył się w dniach 11–17 grudnia 2016 roku w stolicy Estonii Tallinnie.
Turniej Grupy B odbył się w dniach 7–13 stycznia 2017 w hiszpańskim Logroño.

## Trzecia dywizja
| Lp. | Drużyna           |
| --- | ----------------- |
| 1   | Turcja            |
| 2   | Chiny             |
| 3   | Islandia          |
| 4   | Nowa Zelandia     |
| 5   | Izrael            |
| 6   | Bułgaria          |
| 7   | Chińskie Tajpej   |
| 8   | Południowa Afryka |

W mistrzostwach trzeciej dywizji uczestniczyło 7 zespołów. W związku z dużą liczbą chętnych do gry w tej dywizji we wrześniu IIHF postanowiła o zmianie formuły rozgrywania tego turnieju. Zostaną utworzone dwie czterozespołowe grupy, podobnie jak u seniorów. Zwycięzca turnieju awansował do mistrzostw świata drugiej dywizji w 2018 roku.
Turniej odbył się w dniach 16–22 stycznia 2017 roku w nowozelandzkim Dunedin.